# نوبو هاتوری
نوبو هاتوری (انگلیسی: Nobuo Hattori؛ زادهٔ ۱۹ ژوئیهٔ ۱۹۴۷) بازیکن بسکتبال اهل ژاپن بود.